# Ibourahima Sidibé
Ibourahima Sidibé, né le 27 décembre 1992 à Bamako (Mali), est un footballeur international malien évoluant au poste de milieu à l'AS Real Bamako.

## Biographie

### En club
Il joue plusieurs matchs en Ligue des champions d'Afrique et en Coupe de la confédération.

### En équipe nationale
Il reçoit sa première sélection en équipe du Mali le 28 juillet 2013, contre la Guinée (victoire 1-0).
Il participe au championnat d'Afrique des nations en 2014. Lors de cette compétition, il inscrit deux buts, contre l'Afrique du Sud et le Mozambique.

## Palmarès
- Champion du Mali en 2012 avec le Djoliba AC
- Vainqueur de la Coupe du Maroc en 2016 avec le Maghreb de Fès